# 杨东 (1962年)
杨东（1962年12月—），男，汉族，山东荣成人，中华人民共和国政治人物，曾任宁夏回族自治区人民政府副主席、党组成员，宁夏回族自治区公安厅党委书记、厅长兼督察长。